# Wapen van Doniawerstal

Het wapen van de gemeente Doniawerstal

Het wapen van Doniawerstal is het wapen van de voormalige Friese gemeente Doniawerstal. De gemeente begon als grietenij in de jaren 1500 en werd als gemeente opgeheven bij de gemeentelijke herindeling  van 1 januari 1984. Na die herindeling is het wapen van Doniawerstal overgegaan in het wapen van Skarsterlân.
Het gemeentewapen is op 25 maart 1818 officieel door de Hoge Raad van Adel aan de gemeente toegekend. Waar het wapen vandaan komt is niet bekend. Het wapen van Lemsterland vertoont een vergelijkbaar wapen, dat is echter zilver van kleur en het kruis op de bol staat naar boven gericht. Een mogelijke verklaring voor de overeenkomsten is dat de beide gebieden meerdere keren dezelfde grietman hebben gehad.

## Blazoen
De beschrijving van het wapen luidde als volgt:
Van goud beladen met een roode arm, komende van de regterkant des schilds, houdende in de hand eene omgekeerde wereldkloot van lazuur, waarvan het kruis zwart is. Het schild gedekt met een kroon van goud.
Het wapenschild is van goud met daarop een rode arm (mouw) met een hand van natuurlijke kleur komende vanuit de rechterkant (voor de kijker links) van het schild. In de hand ligt een blauwe aard- of wereldkloot (rijksappel) met het (zwarte) kruis onder de hand. Het schild wordt gedekt door een gouden kroon van drie fleurons met daartussen twee keer drie parels, dit is een oude Franse weergave voor een markiezenkroon.

## Vergelijkbare wapens

Het wapen van Skarsterlân
Het wapen van Lemsterland
Het wapen van Echten
Het wapen van De Friese Meren